# 錫袍
錫袍（1859年1月1日—1916年12月19日）是緬甸貢榜王朝的末代國王。1878年10月1日至1885年12月29日在位。然而，他只是個大權旁落的傀儡國王，實權掌握在王后蘇帕雅萊手中。
錫袍早年在寺院修行:112，在位期間，英國人的勢力已經控制了半個緬甸。錫袍希望收復被英國佔領的下緬甸，因此試圖與法國結為同盟關係。1885年，英國以緬甸向英國公司罰款為由（pp. 108-110），派遣11000名士兵入侵緬甸，並於同年攻佔了首都曼德勒。貢榜王朝滅亡，錫袍被囚於王宮之中。1886年1月1日，緬甸正式成為英屬印度的一個省。錫袍則與他的王后和子女們被帶往印度的勒德納吉里，在那裡度過了餘生。